# Гавриков, Виктор Николаевич
Ви́ктор Никола́евич Га́вриков (29 июля 1957, Криуляны, Молдавская ССР, СССР — 27 апреля 2016, Бургас) — литовский, ранее советский и швейцарский шахматист, гроссмейстер (1984). Заслуженный тренер Грузинской ССР (1981), тренер Н. Александрии (1980—1986).

## Спортивные достижения
Победитель Всесоюзного турнира молодых мастеров (1983).
Успешно выступил в ряде чемпионатов СССР:
1981 — 4—5-е (с В. Тукмаковым); 1985 (зональный турнир ФИДЕ) — 1—3-е (с М. Гуревичем и А. Черниным);
1986 — 2—7-е места.
Участник межзонального турнира в Тунисе (1985) — 4—5-е место (проиграл А. Чернину дополнительный матч за выход в турнир претендентов — 2½ : 3½).
Лучшие результаты в других международных соревнованиях (список на 1987 год): Тбилиси (1983) — 1-е; Ленинград и Наленчув (1984) — 1-е; Таллин (1985) — 3—6-е; Женева (1987) — 3—7-е (127 участников); Таллин (1987) — 4-е; Амстердам (2-й турнир «ОХРА», 1987) — 2-е места. Победитель турнира в Биле (1994).
Чемпион Швейцарии (1996).
Для игры Гаврикова были характерны разносторонняя дебютная подготовка, упорство в защите, высокая техника.
Последние несколько лет жил в Болгарии. Умер в Бургасе после кровоизлияния в мозг.

## Изменения рейтинга
| Графики недоступны из-за технических проблем. См. информацию на Фабрикаторе и на mediawiki.org. |